# Unterseeboot 202
Le Unterseeboot 202 (ou  U-202) est un sous-marin allemand (U-Boot) de type VII.C utilisé par la Kriegsmarine (marine de guerre allemande) pendant la Seconde Guerre mondiale

## Historique
Mis en service le 22 mars 1941, l'Unterseeboot 202 suit son temps d'entraînement initial à la 1. Unterseebootsflottille à Kiel en Allemagne jusqu'au 1er juin 1941, où il rejoint son unité de combat, toujours dans la 1. Unterseebootsflottille, mais à Brest.
Il réalise sa première patrouille, quittant le port de Kiel le 17 juin 1941 sous les ordres du Kapitänleutnant Hans-Heinz Linder. Après 37 jours de mer, l'U-202 retourne à Brest qu'il atteint le 23 juillet 1941.
L'Unterseeboot 202 effectue neuf patrouilles, coulant neuf navires marchands pour un total de 34 615 tonneaux et a endommagé quatre navires marchands pour un total de 35 427 tonneaux dans un total de 395 jours en mer.
Sa neuvième patrouille part de la base sous-marine de Brest le 29 avril 1943 sous les ordres du Kapitänleutnant Günter Poser. Après 35 jours en mer, l'U-202 coule le 2 juin 1943 à 0 heure 30 minutes dans l'Atlantique Nord au sud-est du Cap Farvel au Groenland à la position 56° 12′ N, 39° 52′ O, par les charges de profondeur et par les tirs d'artillerie du sloop britannique Starling. 
Dix-huit des quarante-huit membres d'équipage meurent dans ce naufrage.

## Affectations
- 1. Unterseebootsflottille du 22 mars au 1er juin 1941 (entraînement)
- 1. Unterseebootsflottille du  1er juin 1941 au 2 juin 1943 (service actif)

## Commandements
- Kapitänleutnant Hans-Heinz Linder du 22 mars 1941 au 1er septembre 1942
- Kapitänleutnant Günter Poser du 2 septembre 1942 au 2 juin 1943

## Patrouilles
|       | Commandant               | Départ           | Départ | Arrivée           | Arrivée | Jours     | Succès   |
| ----- | ------------------------ | ---------------- | ------ | ----------------- | ------- | --------- | -------- |
| 1     | Kptlt. Hans-Heinz Linder | 17 juin 1941     | Kiel   | 23 juillet 1941   | Brest   | 37 jours  |          |
| 2     | Kptlt. Hans-Heinz Linder | 11 août 1941     | Brest  | 17 septembre 1941 | Brest   | 38 jours  | 2 229    |
| 3     | Kptlt. Hans-Heinz Linder | 16 octobre 1941  | Brest  | 13 novembre 1941  | Brest   | 29 jours  | 6 608    |
| 4     | Kptlt. Hans-Heinz Linder | 13 décembre 1941 | Brest  | 27 décembre 1941  | Brest   | 15 jours  |          |
| 5     | Kptlt. Hans-Heinz Linder | 1er mars 1942    | Brest  | 26 avril 1942     | Brest   | 57 jours  | 14 131   |
| 6     | Kptlt. Hans-Heinz Linder | 27 mai 1942      | Brest  | 25 juillet 1942   | Brest   | 60 jours  | 10 725   |
| 7     | Günter Poser             | 6 septembre 1942 | Brest  | 25 octobre 1942   | Brest   | 50 jours  | 1 815    |
| 8     | Günter Poser             | 12 janvier 1943  | Brest  | 26 mars 1943      | Brest   | 74 jours  | 34 534   |
| 9     | Kptlt. Günter Poser      | 29 avril 1943    | Brest  | 2 juin 1943       | Coulé   | 35 jours  |          |
| Total | Total                    | Total            | Total  | Total             | Total   | 395 jours | 70 042 t |

Note : Kptlt. = Kapitänleutnant

Nota: Les noms de commandants sans indication de grade signifie que leur grade n'est pas connu avec certitude à notre époque (2013) à la date de la prise de commandement

### Opérations Wolfpack
L'U-202 a opéré avec les Wolfpacks (meute de loups) durant sa carrière opérationnelle:
1. Grönland (17 août 1941 - 27 août 1941)
2. Markgraf (27 août 1941 - 11 septembre 1941)
3. Schlagetot (20 octobre 1941 - 1er novembre 1941)
4. Raubritter (1er novembre 1941 - 5 novembre 1941)
5. Delphin (20 janvier 1943 - 9 février 1943)
6. Rochen (9 février 1943 - 28 février 1943)
7. Tümmler (1er mars 1943 - 19 mars 1943)
8. Sans nom (5 mai 1943 - 10 mai 1943)
9. Lech (10 mai 1943 - 15 mai 1943)
10. Donau 2 (15 mai 1943 - 26 mai 1943)

## Navires coulés
L'Unterseeboot 202 a coulé 9 navires marchands pour un total de 34 615 tonneaux et a endommagé 4 navires marchands pour un total de 35 427 tonneaux au cours de ses 9 patrouilles (395 jours en mer) qu'il effectua. 
| Date              | Navire             | Pavillon        | Tonnage | Fait      |
| ----------------- | ------------------ | --------------- | ------- | --------- |
| 27 août 1941      | Ladylove           | Grande-Bretagne | 230     | Coulé     |
| 11 septembre 1941 | Scania             | Suède           | 1 999   | Coulé     |
| 3 novembre 1941   | Flynderborg        | Grande-Bretagne | 2 022   | Coulé     |
| 3 novembre 1941   | Gretavale          | Grande-Bretagne | 4 586   | Coulé     |
| 22 mars 1942      | Athelviscount      | Grande-Bretagne | 8 882   | Endommagé |
| 1er avril 1942    | Loch Don           | Grande-Bretagne | 5 249   | Coulé     |
| 22 juin 1942      | Rio Tercero        | Argentine       | 4 864   | Coulé     |
| 1er juillet 1942  | City of Birmingham | USA             | 5 861   | Coulé     |
| 1er octobre 1942  | Achilles           | Pays-Bas        | 1 815   | Coulé     |
| 23 février 1943   | British Fortitude  | Grande-Bretagne | 8 482   | Endommagé |
| 23 février 1943   | Empire Norseman    | Grande-Bretagne | 9 811   | Endommagé |
| 23 février 1943   | Esso Baton Rouge   | USA             | 7 989   | Coulé     |
| 23 février 1943   | Murena             | Pays-Bas        | 8 252   | Endommagé |

### Référence
1. ↑  http://uboat.net/boats/successes/u202/html

### Source
- (en) Cet article est partiellement ou en totalité issu de l’article de Wikipédia en anglais intitulé « German submarine U-202 » (voir la liste des auteurs).